# Josiah Ritchie
Major Josiah George Ritchie (Westminster, Regne Unit, 18 d'octubre de 1870 − Ashford, Middlesex, 28 de febrer de 1955) fou un tennista britànic, que aconseguí guanyar tres medalles olímpiques en els Jocs Olímpics de Londres 1908 i dos títols de dobles del Torneig de Wimbledon.

## Carrera esportiva
Va participar, als 40 anys, en els Jocs Olímpics d'Estiu de 1908 celebrats a Londres (Regne Unit), on aconseguí guanyar la medalla d'or en la prova individual masculina; la medalla de plata en la prova de dobles masculins, fent parella amb James Cecil Parke; i la medalla de bronze en la prova individual masculina interior. Així mateix participà en la prova de dobles masculins interiors on, fent parella amb Lionel Escombe, finalitzà quart.
Al llarg de la seva carrera aconseguí arribar a la final individual del Torneig de Wimbledon l'any 1909, on perdé davant Arthur Gore (6−8, 1−6, 6−2, 6−2, 6−2), i aconseguí guanyar el títol de dobles fent parella amb Tony Wilding els anys 1908 i 1910, arribant també a la final l'any 1911.
L'any 1908 fou membre de l'equip britànic de la Copa Davis, i aconseguí guanyar cinc vegades el torneig d'Hamburg (1903-1906 i 1908), quatre vegades el torneig de Queen's Club (1902, 1904, 1906 i 1909) i una vegada el torneig de Montecarlo (1907).
A part del tennis també va practicar altres disciplines esportives com rem o tennis taula, del qual fou secretari en la federació i també va escriure un llibre sobre com jugar.

## Torneigs de Grand Slam

### Individuals: 1 (0−1)
| Resultat  | Núm. | Any  | Torneig                        | Oponent     | Marcador                |
| --------- | ---- | ---- | ------------------------------ | ----------- | ----------------------- |
| Finalista | 1.   | 1909 | Wimbledon, Londres, Regne Unit | Arthur Gore | 6−3, 6−2, 4−6, 3−6, 6−4 |

### Dobles: 2 (2−0)
| Resultat  | Núm. | Any  | Torneig                        | Parella         | Oponents                         | Marcador           |
| --------- | ---- | ---- | ------------------------------ | --------------- | -------------------------------- | ------------------ |
| Guanyador | 1.   | 1908 | Wimbledon, Londres, Regne Unit | Anthony Wilding | Arthur Gore Herber Roper-Barrett | 6−1, 6−2, 1−6, 9−7 |
| Guanyador | 2.   | 1910 | Wimbledon (2)                  | Anthony Wilding | Arthur Gore Herber Roper-Barrett | 6−1, 6−1, 6−2      |

## Jocs Olímpics

### Individual
| Any  | Campionat                          | Oponent         | Resultat      |
| ---- | ---------------------------------- | --------------- | ------------- |
| 1908 | Jocs Olímpics, Londres, Regne Unit | Otto Froitzheim | 7−5, 6−3, 6−4 |
| 1908 | Jocs Olímpics (interior)           |                 |               |

### Dobles
| Any  | Campionat                          | Parella           | Oponents                         | Resultat      |
| ---- | ---------------------------------- | ----------------- | -------------------------------- | ------------- |
| 1908 | Jocs Olímpics, Londres, Regne Unit | James Cecil Parke | George Hillyard Reginald Doherty | 7−9, 5−7, 7−9 |